# AACTA International Award/Bestes Drehbuch

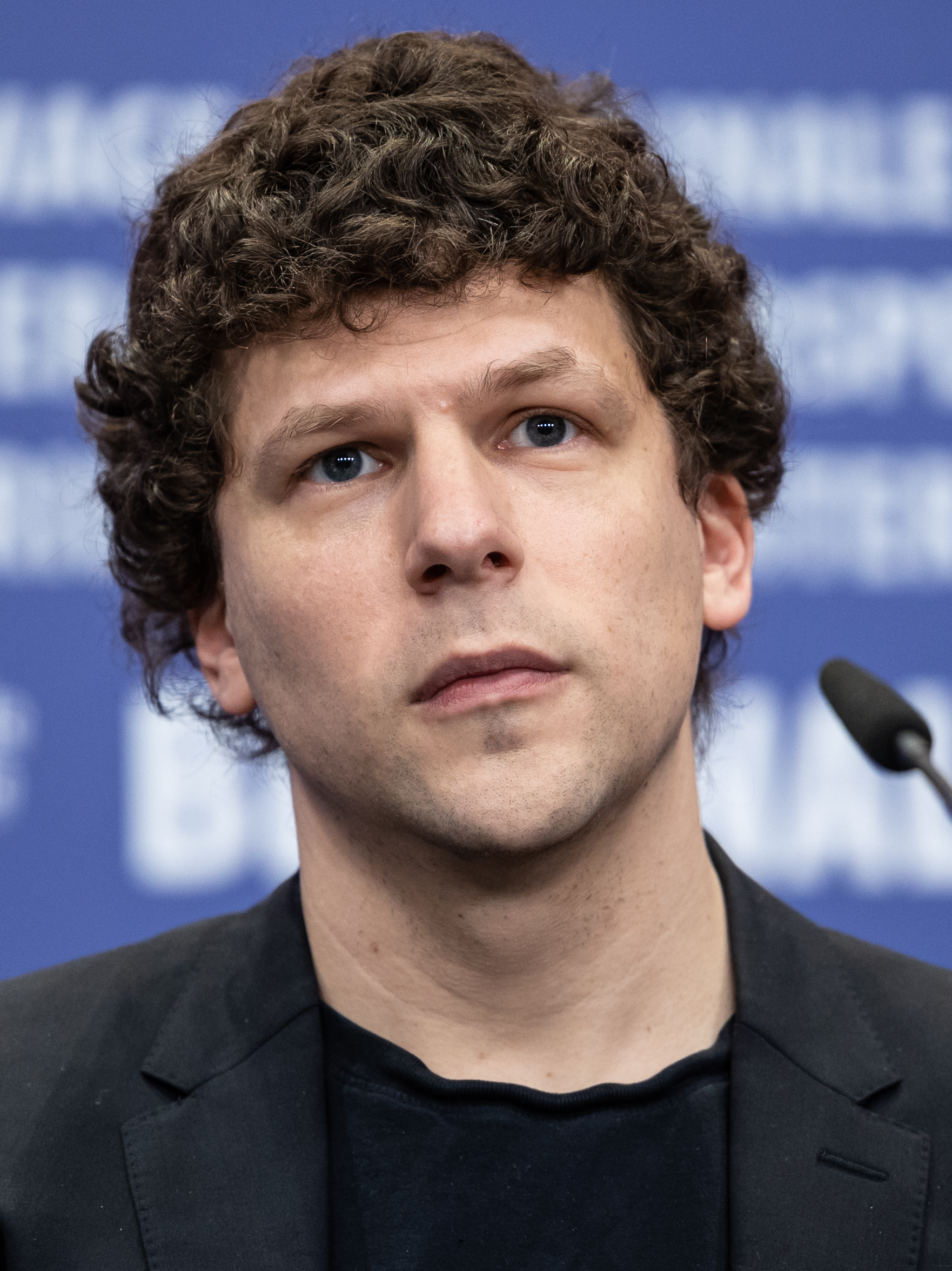
Preisträger 2025: Jesse Eisenberg (A Real Pain)

Der AACTA International Award in der Kategorie Bestes Drehbuch (Originalbezeichnung: Best Screenplay) ist eine der Auszeichnungen, die jährlich in den Vereinigten Staaten von der Australian Academy of Cinema and Television Arts (AACTA) verliehen werden. Mit ihr werden die Drehbuchautoren der besten internationalen Filme des vergangenen Jahres geehrt. Sie ist das Gegenstück zur entsprechenden Kategorie für Drehbuchautoren australischer Filme. Die Kategorie wurde 2012 ins Leben gerufen. Die Gewinner werden in einer geheimen Abstimmung ermittelt.

## Statistik
Die Kategorie Bestes Drehbuch wurde zur ersten Verleihung im Januar 2012 geschaffen. Seitdem wurden an 20 verschiedene Drehbuchautoren eine Gesamtanzahl von 23 Preisen in dieser Kategorie verliehen. Die ersten Preisträger waren George Clooney, Grant Heslov, Beau Willimon und J. C. Chandor, die 2012 für die Drehbücher zu den Filmdramen The Ides of March – Tage des Verrats und Der große Crash – Margin Call ausgezeichnet wurden. Der bisher letzte Preisträger war Jesse Eisenberg, der 2025 für das Drehbuch zur Tragikomödie A Real Pain geehrt wurde.
Mit dem Stand der Verleihung 2025 stimmte der Gewinner dieser Kategorie in bisher lediglich fünf Fällen mit einem der späteren Oscar-Preisträger (Original- oder adaptiertes Drehbuch) überein. Das waren 2013 Quentin Tarantino für Django Unchained, 2015 Alejandro González Iñárritu, Nicolás Giacobone, Alexander Dinelaris, Jr. und Armando Bó junior für Birdman, 2016 Tom McCarthy und Josh Singer für Spotlight, 2017 Kenneth Lonergan für Manchester by the Sea und 2020 Taika Waititi für Jojo Rabbit.
| Statistik                          | Drehbuchautor        | Anzahl | Jahre                    |
| ---------------------------------- | -------------------- | ------ | ------------------------ |
| Häufigste Auszeichnung             | Aaron Sorkin         | 2      | 2021, 2022               |
|                                    | Martin McDonagh      | 2      | 2018, 2023               |
|                                    | Tony McNamara        | 2      | 2019, 2024               |
| Häufigste Nominierungen (* = Sieg) | Aaron Sorkin         | 4      | 2012, 2016, 2021*, 2022* |
| Häufigste Nominierungen ohne Sieg  | Woody Allen          | 2      | 2012, 2014               |
|                                    | Damien Chazelle      | 2      | 2015, 2017               |
|                                    | Steven Zaillian      | 2      | 2012, 2020               |
|                                    | Paul Thomas Anderson | 2      | 2013, 2022               |
|                                    | Greta Gerwig         | 2      | 2018, 2024               |
|                                    | Christopher Nolan    | 2      | 2018, 2024               |

## Gewinner und Nominierte
Die unten aufgeführten Filme werden mit ihrem deutschen Verleihtitel (sofern ermittelbar) angegeben, danach folgt in Klammern in kursiver Schrift der fremdsprachige Originaltitel. Die Nennung des Originaltitels entfällt, wenn deutscher und fremdsprachiger Filmtitel identisch sind. Die Gewinner stehen hervorgehoben in fetter Schrift an erster Stelle.

### 2012–2020
2012
George Clooney, Grant Heslov und Beau Willimon – The Ides of March – Tage des Verrats (The Ides of March)

J. C. Chandor – Der große Crash – Margin Call (Margin Call)
Michel Hazanavicius – The Artist
Nat Faxon, Alexander Payne und Jim Rash – The Descendants – Familie und andere Angelegenheiten (The Descendants)
Lars von Trier – Melancholia
Woody Allen – Midnight in Paris
Stan Chervin, Aaron Sorkin und Steven Zaillian – Die Kunst zu gewinnen – Moneyball (Moneyball)
Lynne Ramsay und Rory Stewart Kinnear – We Need to Talk About Kevin
2013
Quentin Tarantino – Django Unchained
Paul Thomas Anderson – The Master
Mark Boal – Zero Dark Thirty
Tony Kushner – Lincoln
David O. Russell – Silver Linings (Silver Linings Playbook)
Chris Terrio – Argo
2014
David O. Russell und Eric Warren Singer – American Hustle
Woody Allen – Blue Jasmine
Ethan und Joel Coen – Inside Llewyn Davis
Kelly Marcel und Sue Smith – Saving Mr. Banks
John Ridley – 12 Years a Slave
2015
Alejandro González Iñárritu, Nicolás Giacobone, Alexander Dinelaris, Jr. und Armando Bó junior – Birdman oder (Die unverhoffte Macht der Ahnungslosigkeit) (Birdman or (The Unexpected Virtue of Ignorance))
Wes Anderson – Grand Budapest Hotel (The Grand Budapest Hotel)
Damien Chazelle – Whiplash
Richard Linklater – Boyhood
Graham Moore – The Imitation Game – Ein streng geheimes Leben (The Imitation Game)
2016
Tom McCarthy und Josh Singer – Spotlight
Alex Garland – Ex Machina
Drew Goddard – Der Marsianer – Rettet Mark Watney (The Martian)
Phyllis Nagy – Carol
Aaron Sorkin – Steve Jobs
2017
Kenneth Lonergan – Manchester by the Sea
Damien Chazelle – La La Land
Luke Davies – Lion – Der lange Weg nach Hause (Lion)
Andrew Knight und Robert Schenkkan – Hacksaw Ridge – Die Entscheidung (Hacksaw Ridge)
Taylor Sheridan – Hell or High Water
2018
Martin McDonagh – Three Billboards Outside Ebbing, Missouri
Greta Gerwig – Lady Bird
James Ivory – Call Me by Your Name
Christopher Nolan – Dunkirk
Jordan Peele – Get Out
2019
Deborah Davis und Tony McNamara – The Favourite – Intrigen und Irrsinn (The Favourite)
Scott Beck, John Krasinski und Bryan Woods – A Quiet Place
Alfonso Cuarón – Roma
Spike Lee, David Rabinowitz, Charlie Wachtel und Kevin Willmott – BlacKkKlansman
Anthony McCarten – Bohemian Rhapsody
2020
Taika Waititi – Jojo Rabbit
Bong Joon-ho und Han Jin-won – Parasite (기생충 / Gisaengchung)
Todd Phillips und Scott Silver – Joker
Quentin Tarantino – Once Upon a Time in Hollywood
Steven Zaillian – The Irishman

### 2021–2030
2021
Aaron Sorkin – The Trial of the Chicago 7
Emerald Fennell – Promising Young Woman
Jack Fincher – Mank
Christopher Hampton und Florian Zeller – The Father
Chloé Zhao – Nomadland
2022
Aaron Sorkin – Being the Ricardos
Paul Thomas Anderson – Licorice Pizza
Kenneth Branagh – Belfast
Jane Campion – The Power of the Dog
Shaun Grant – Nitram
2023
Martin McDonagh – The Banshees of Inisherin
Maria Bello und Dana Stevens – The Woman King
Todd Field – Tár
Rian Johnson – Glass Onion: A Knives Out Mystery
Ruben Östlund – Triangle of Sadness
2024
Tony McNamara – Poor Things
Noah Baumbach und Greta Gerwig – Barbie
Bradley Cooper und Josh Singer – Maestro
Cord Jefferson – Amerikanische Fiktion (American Fiction)
Christopher Nolan – Oppenheimer
2025
Jesse Eisenberg – A Real Pain
Sean Baker – Anora
Oliver Cole, Simon Gleeson und Michael Gracey – Better Man – Die Robbie Williams Story (Better Man)
Brady Corbet und Mona Fastvold – Der Brutalist (The Brutalist)
Peter Straughan – Konklave (Conclave)